# Gélose Rapid'E. coli 2
 (mai 2012).
Si vous disposez d'ouvrages ou d'articles de référence ou si vous connaissez des sites web de qualité traitant du thème abordé ici, merci de compléter l'article en donnant les références utiles à sa vérifiabilité et en les liant à la section « Notes et références ».
 (mai 2012).
Rapid E. Coli 2 est un milieu de culture sélectif chromogénique pour dénombrer directement les bactéries comme Escherichia coli et les autres coliformes dans un produit destiné à l'alimentation humaine et animale.
Ce milieu de culture est validé AFNOR par la norme NF ISO 16649-2.

## Principe
Le principe du milieu de culture Rapid E. Coli 2 consiste à mettre en évidence simultanément deux activités enzymatiques : la Bêta-D-Glucuronidase (GLUC) et la Bêta-D-Galactosidase (GAL). 
Le milieu contient deux substrats chromogéniques. Le premier est spécifique de la GAL qui entraine une coloration bleue des colonies positives pour cette enzyme, le second, quant à lui, est spécifique de la GLUC qui colore les colonies positives à cette enzyme en rose.
Ainsi, les colonies (GAL+/GLUC-) forment des colonies bleues, les colonies (GAL+/GLUC+) forment des colonies violettes à roses (mélange de la coloration des deux substrats).
La détection de GLUC confère une haute spécificité de culture puisque E. coli est une des seules espèces d'entérobactéries à posséder cette enzyme.

## Composition
- Peptones: 10 g/l
- NaCl : 5 g/l
- Extrait de levure : 3 g/l
- Mélange sélectif chromogénique : 6 g/l
- Agar-agar : 13 g/l

pH à 25 °C = 7,2 +- 0,2

## Source
- Bio-Rad. Fiche technique du milieu de culture Rapid E. Coli 2 (355 5290 - 356 4024) sur bio-rad.com
- AFNOR, norme NF ISO 16649-2 [PDF] sur afnor-validation.com